# П'ятдесят перший штат

Прапор США з 51 зіркою

Альтернативний прапор США з 51 зіркою

П'ятдесят перший штат — термін, яким називаються території, що претендують на те, щоб отримати статус штату США на додаток до вже існуючих п'ятдесяти штатів. До 1959 року, коли в Союз увійшли Аляска і Гаваї, використовувався термін «сорок дев'ятий штат».
Крім того, 51-м штатом називають держави, які відчувають сильний політичний, економічний або культурний вплив США. Часто цей термін використовують люди, які вважають, що країна, про яку йде мова, піддається сильній американізації. У цьому значенні термін використовують щодо Австралії, Мексики, Іраку, Великої Британії, Ізраїлю та інших країн.

## Можливі кандидати

### Округ Колумбія
Надання столичному округу Колумбія статусу штату підтримується насамперед жителями округу. Головна причина — це те, що депутати в Конгрес США обираються лише від штатів, і жителі Колумбії таким чином не мають у ньому представництва. Насправді, від округу Колумбія в Палату представників надсилається один делегат, але він не має права голосу, тому що відповідно до Конституції США (розд.2 ст 1) представником може бути тільки житель штату. При цьому населення округу становить 600 000 чоловік, що більше, ніж у штаті Вайомінг.
Доля округу неодноразово обговорювалася в Конгресі. Останнє голосування щодо вимог округу Колумбія на набуття статусу штату відбулося в листопаді 1993 року, де проєкт був відхилений: 153 за і 277 проти.
Надання округу Колумбія статусу штату — програмний пункт місцевої політичної партії DC Statehood Green Party.

### Пуерто-Рико
На даний час Пуерто-Рико є територією США, а пуерториканці мають американське громадянство. Острів, населений трьома з половиною мільйонами жителів, представлений в Конгресі тільки одним делегатом без права голосу, бере участь в праймеріз, але не посилає своїх представників до Колегії виборщиків.
Статус Пуерто-Рико обговорюється протягом довгого часу. Не раз проводилися референдуми з цього питання, однак кожен раз ті, хто голосували за збереження статус-кво, брали гору над прихильниками вступу острова до Союзу.
За те, щоб Пуерто-Рико став штатом, виступає Нова Прогресивна Партія Пуерто-Рико.
7 листопада 2012 громадяни Пуерто-Рико висловилися на референдумі про приєднання до США як 51-го штату.

## Інші пропозиції

### Північна Вірджинія
Представники Північної Вірджинії, території на півночі штату Вірджинія, неодноразово скаржилися на те, що нинішній статус регіону невигідний йому економічно, так як Північна Вірджинія розвивається набагато швидше, ніж інша частина штату.
Ненсі Пфотенхауер, радник Джона Маккейна, зазначала, що північна і південна частини штату сильно відрізняються: у Північній Вірджинії все більше підтримують Демократичну партію, а інша частина — «більш „південна“ за своєю природою».

### Штат Лінкольн
У 1996, 1999 і 2005 роках надходили пропозиції про створення штату Лінкольн на території Східного Вашингтона (штат Вашингтон на схід від Каскадних гір) і північної частини Айдахо.

### Штат Джефферсон
Відділення території Північної Каліфорнії та Південного Орегону для утворення штату на ім'я Джефферсон

### Суперіор

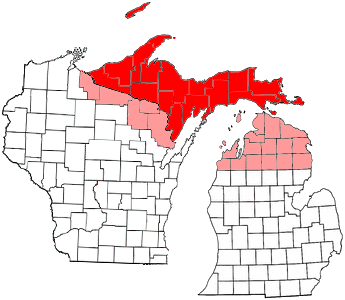

З середини 19 століття робляться спроби створення штату Суперіор на Верхньому півострові озера Мічиган. Прихильники відділення говорять про те, що керівництво штату Мічиган не приділяє достатньої уваги проблемам жителів півострова.

### Делмарва
Відокремлення кількох округів від східних берегів штату Меріленд і Вірджинії, поєднуючись з деякими територіями або всім штатом Делавер, утворюючи штат під назвою Делмарва

### Східний Орегон
У Східному Орегоні (частина штату Орегон на схід від Каскадних гір і до кордону з Айдахо) існує рух за відділення регіону в окремий штат.

### Південна Флорида
Відокремлення Південної Флориди та району Великого Маямі з утворенням штату під назвою Південна Флорида. Населення регіону перевищує 7 мільйонів, що складає 41 % населення штату Флорида

### Південна Юта
Конгресмен від штату Юта Ніл Хендріксон в 2008 році підготував проєкт виділення території штату Юта на південь від округу Юта в новий штат. Проєкт передбачався для передачі в Конгрес, проте не був прийнятий вже на рівні штату.

### Нью-Йорк
Неодноразово піднімалося питання про те, щоб надати статус штату місту Нью-Йорку. У січні 2008 року член міської ради Пітер Валлон висунув пропозицію відокремитися від штату Нью-Йорк з економічних міркувань.

### Округ Кук (Чикаго)
Відділення округу Кук, в якому знаходиться Чикаго, від штату Іллінойс для утворення окремого штату, запропоноване жителями більш республіканського штату Іллінойс, щоб звільнити його від політичного впливу сильно демократичного району Чикаго.

### Штат для народа Навахо
Прийняття до Союзу народа Навахо, найбільшої індіанської резервації в США. Резервації вже користуються значним ступенем політичної автономії, тому створення штата для народа Навахо не було б таким проблематичним, як поділ територій інших штатів. Народ Навахо наразі перевищує десять штатів США. Штат Навахо також допомогла б у питаннях представництва, оскільки станом на 2020 рік чотири представники та жоден сенатор не були корінними американцями.

### Каліфорнія
Різні пропозиції щодо поділу та відокремлення в Каліфорнії, як правило, відділяють південну половину від півночі або міське узбережжя від решти штату. У 2014 році бізнесмен Тім Дрейпер збирав підписи під петицією, щоб розколоти Каліфорнію на шість різних штатів, але цього було недостатньо, щоб претендувати на голосування. Дрейпер зробив спробу подальшої петиції щодо розділення Каліфорнії на три штати в 2018 році. Однак ініціативу розділити Каліфорнію на три штати було наказано вилучити з виборів 2018 року Верховному суду Каліфорнії, оскільки конституція Каліфорнії не дозволяє здійснювати такий вид дій як ініціатива виборів

### Техас
Згідно з резолюцією, якою Республіка Техас була прийнята до Союзу, та конституцією штату, вона має право розділити себе до п'яти штатів. Була значна кількість жителів Техасу, які в перші десятиліття підтримували поділ штату.

### Гренландія
У квітні 2019 року колишній президент США Дональд Трамп заявив про бажання купити острів Гренландія у Данії. Натомість данські політики назвали цю інформацію «першоквітневим жартом не по сезону» й обурилися такими намірами.
В уряді Гренландії заявили, що готові говорити про ведення бізнесу, але острів не продається.

### Пасифіка

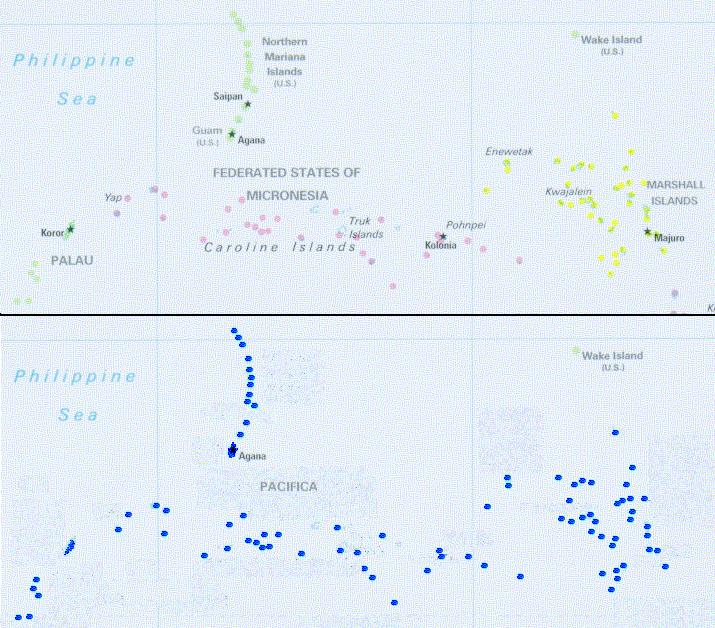
Гіпотетичне об'єднання декількох колишніх і теперішніх Тихоокеанських територій США в єдиний штат.

Іншими, менш ймовірними, претендентами можуть стати Гуам і Віргінські острови Сполучених Штатів, обидва з яких є неінкорпорованими територіями Сполучених Штатів, останні можуть злитися з Пуерто-Рико в пропоновану «Співдружність Prusvi» (Пуерто-Рико і Віргінські острови) через їх близькість один до одного (хоча вони мають дуже різні історії, культуру та мови).
Північні Маріанські острови, які, як Співдружність Пуерто-Рико, і Американське Самоа, можуть спробувати отримати статус штату. Також для об'єднання території США або колишніх територій в Тихому океані пропонується концепція у вигляді «Великих Гаваїв». Гуам і Північні Маріанські острови, можуть стати одним штатом, поряд з Палау, Федеративними Штатами Мікронезії і Маршалловими островами (хоча ці останні три території в даний час є окремими суверенними державами, які знаходяться в статусі «вільної асоціації з США»). Такий штат матиме населення за оцінкою 2005–2007 років — 447 048 осіб (трохи менше, ніж населення штату Вайомінг) і площа 911,82 квадратних миль (трохи менше, ніж штат Род-Айленд).
Американське Самоа могло б стати частиною цього штату, збільшивши населення до 511 917 чоловік і площу на 988,65 квадратних миль (2,560.6 км ²).

## Інші спроби та пропозиції ззовні США

### Республіка Ріо-Гранде
Республіка Ріо-Гранде була незалежною державою повстанців, які боролися проти Центрального мексиканського уряду. Повстання тривало з 17 січня по 6 листопада 1840 року. Територія була розділена між США і Мексикою.

Прапор Республіки Ріо-Гранде

### Республіка Юкатан
В історії Мексики бунтівна територія, що проіснувала як держава з 16 березня 1841 по 14 липня 1848 року.

Прапор Республіки Юкатан

### Республіка Сонора
В історії Мексики бунтівна територія, що проіснувала як держава з 10 січня 1854 по 8 травня 1854.

Прапор Республіки Сонора

### Філіппіни
У 1898 році після Іспано-американської війни Іспанія передала Філіппіни, Кубу, Гуам та Пуерто-Рико Сполученим Штатам Америки за 20 мільйонів доларів згідно з Паризьким мирним договором 1898 року. У 1946 році Філіппінам була надана незалежність.

### Гаїті
Оглядач журналу Time Марк Томпсон запропонував Гаїті стати 51-м штатом після землетрусу 2010 року. Широкомасштабні руйнування від землетрусу викликали швидку реакцію від Сполучених Штатів та американських військових, які оперативно використовували гаїтянські повітряні і морські порти для надання допомоги.

### Гаяна
Організація «Guyana with the United States» виступає за інтеграцію Гаяни та Сполучених Штатів. GuyanaUSA.

### Росія
У 2017 році з'явилася петиція на Change.org під назвою «вступ Росії до складу США» ,на сьогодні петицію підписали близько 1629 людей .
Але петиції, опубліковані в Change.org не мають силу в РФ.

## Процедура прийняття нових штатів
Територія США ініціює процес, продемонструвавши на місцевих виборах консенсус щодо статусу штату, а потім подає офіційну петицію до Конгресу США. Має бути створена представницька форма правління, підготовлений проєкт конституції, і представлений на розгляд Конгресу США для затвердження більшістю голосів. Після цього Президент США підписує закон про створення нового штату. Це рішення є незворотнім. Після сецесії 1860—1861 рр.. і Громадянської війни в США Верховний суд США постановив у 1869 році, що вступ до Сполучених Штатів складає «нерозривний зв'язок», і Конституція США не дозволяє штатам вихід в односторонньому порядку.

## Цікаві факти
- У 2012 році сприяючи підтримці американської колонізації супутника Землі, республіканський кандидат в президенти США Ньют Гінгріч заявив, що «коли у нас буде 13 000 американців, що живуть на Місяці, то вони зможуть клопотати про те щоб стати штатом». Однак, відповідно до статті II Договору про космос, космічний простір, включаючи Місяць й інші небесні тіла, не підлягає національному присвоєнню ні шляхом проголошення над ними суверенітету, ні шляхом використання або окупації, ні будь-якими іншими засобами. Крім того, Місяць зараз незаселений, через нестачу кисню (або будь-якої іншої атмосфери) і відсутність води, до того ж є й інші проблеми в освоєнні супутника Землі, які повинні бути відповідно подолані.

## В культурі
- Першою назвою фільму «Формула 51» була назва «51-й штат». В фільмі зачіпається тема американо-британських відносин.
- Британський письменник Пітер Престон в 1998 році опублікував роман «П'ятдесят перший штат», по сюжету якого Велика Британія виходить зі складу Євросоюзу та входить до складу США.
- Пісня «51st State» групи «New Model Army» критикує проамериканську політику Маргарет Тетчер.
- Книга «Сорок дев'ятий штат» (М., 1947) письменника Джеймса Олдріджа.